# Nérilia Mondésir
Nérilia Mondésir (* 17. Januar 1999 in Quartier-Morin, Arrondissement Cap-Haitien) ist eine haitianische Fußballspielerin.

## Karriere

### Klub
Nach Klubs in ihrer Heimat (unter anderem AS Tigresses) wechselte sie im Januar 2017 nach Frankreich, um sich dort dem HSC Montpellier anzuschließen.

### Nationalmannschaft
Erste Einsätze in Auswahl-Mannschaften hatte sie bereits in der U15, danach folgten auch noch die U-17 sowie die U-20. Im Jahr 2014 bereits debütierte sie aber schon in der A-Nationalmannschaft, in welcher sie in nur wenigen Spielen bereits eine Vielzahl an Toren geschossen hat. Mit dieser nahm sie so auch an mehreren Turnieren teil und qualifizierte sich für die Weltmeisterschaft 2023.